# 베누에강

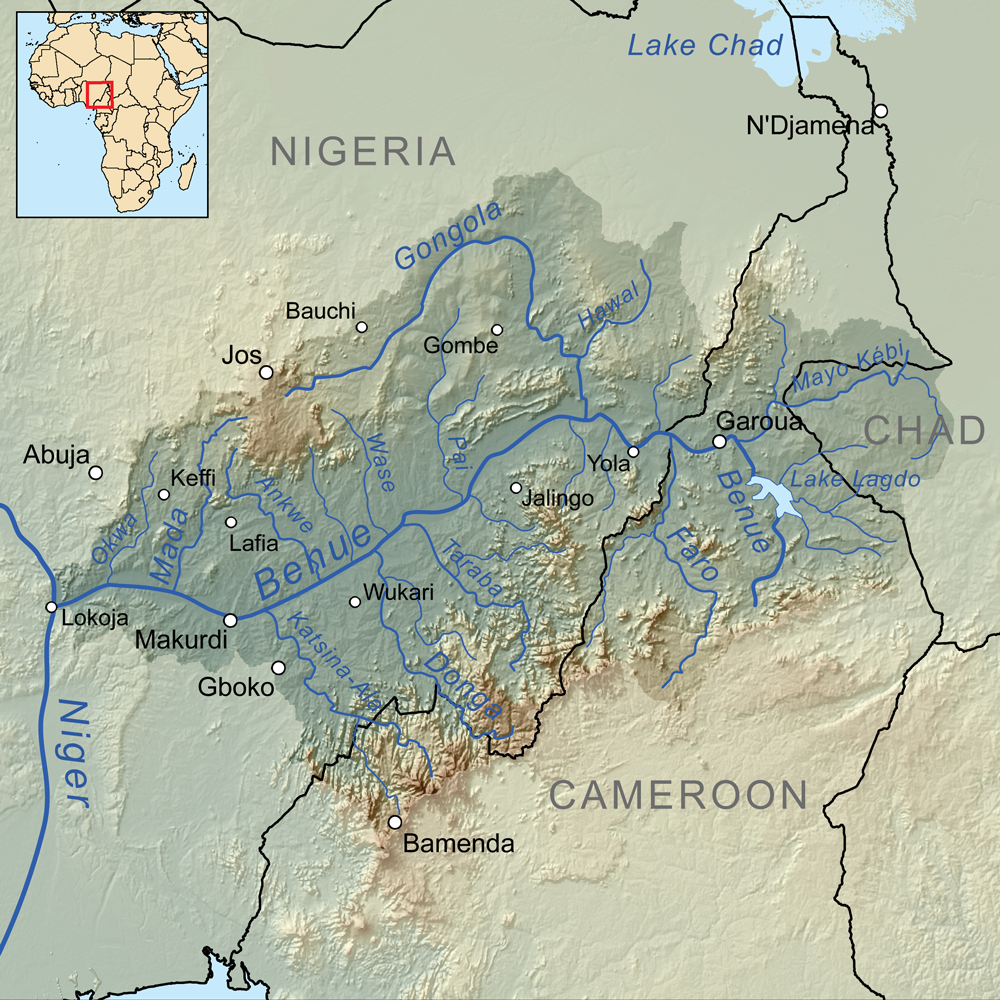
베누에강 유역

베누에강(영어: Benue River, 프랑스어: la Bénoué)은 나이저강의 지류로 길이는 약 1,400 km이다. 여름 동안에는 강 대부분이 배로 항행이 가능해, 주요한 교통로로 사용된다.
카메룬 북부의 아다마와고원에서 발원해서 서쪽으로 흘러 나이지리아를 지나 로코자에서 나이저강에 합류한다.